# Isaac Carasso
Isaac Carasso (en bulgare : Исак Карасо ; en grec : Ισαάκ Καράσσο), né le 2 février 1874 à Salonique dans l'Empire ottoman et mort le 19 avril 1939 à Barcelone) est l'un des pionniers dans l'invention et la commercialisation des yaourts en Occident, et le fondateur de Danone, son entreprise de fabrication de yaourts.

## Biographie
Carasso, né à Salonique en 1874, est issu de la famille Carasso de la grande communauté juive de Salonique (Thessalonique de nos jours en Grèce). La famille d'Isaac Carasso quitta Salonique en 1913, quelques mois après la prise de la ville par l'armée grecque à la suite de la première guerre balkanique. Il est le neveu d'Emmanuel Carasso, homme politique turc.
Il s'installe à Barcelone où il remarque que de nombreux enfants souffrent de troubles intestinaux et digestifs. Inspiré par les travaux de Ilya Ilitch Metchnikov qui a popularisé le lait fermenté en tant que remède et sachant que les yaourts très populaires dans les Balkans sont constitués de lait fermenté, il importe des cultures de Bulgarie et met en place ses propres cultures isolées à Paris à l'institut Pasteur. Le yaourt étant mal connu à cette époque en Europe, il commence tout d'abord à le vendre en tant que médicament en pharmacie.
Il fonde en Espagne la compagnie qui devient plus tard le célèbre Groupe Danone quand il ouvre en 1919 un petit négoce appelé Danone en référence à Danón, diminutif catalan du prénom de son fils Daniel,. Il met en place les premiers processus industriels de fabrication du yaourt.
Isaac Carasso meurt en France en 1939.
Son fils Daniel Carasso, qui a entretemps créé et développé la filiale française, reprend l'entreprise familiale espagnole. Parti aux États-Unis en 1941 pour fuir le régime nazi, il y fonde une société de yaourts appelée Dannon.